# جاي أ. لافي
جاي أ. لافي (بالإنجليزية: Jay A. Levy)‏ هو طبيب أمريكي، ولد في 21 نوفمبر 1938.